# Бражникові

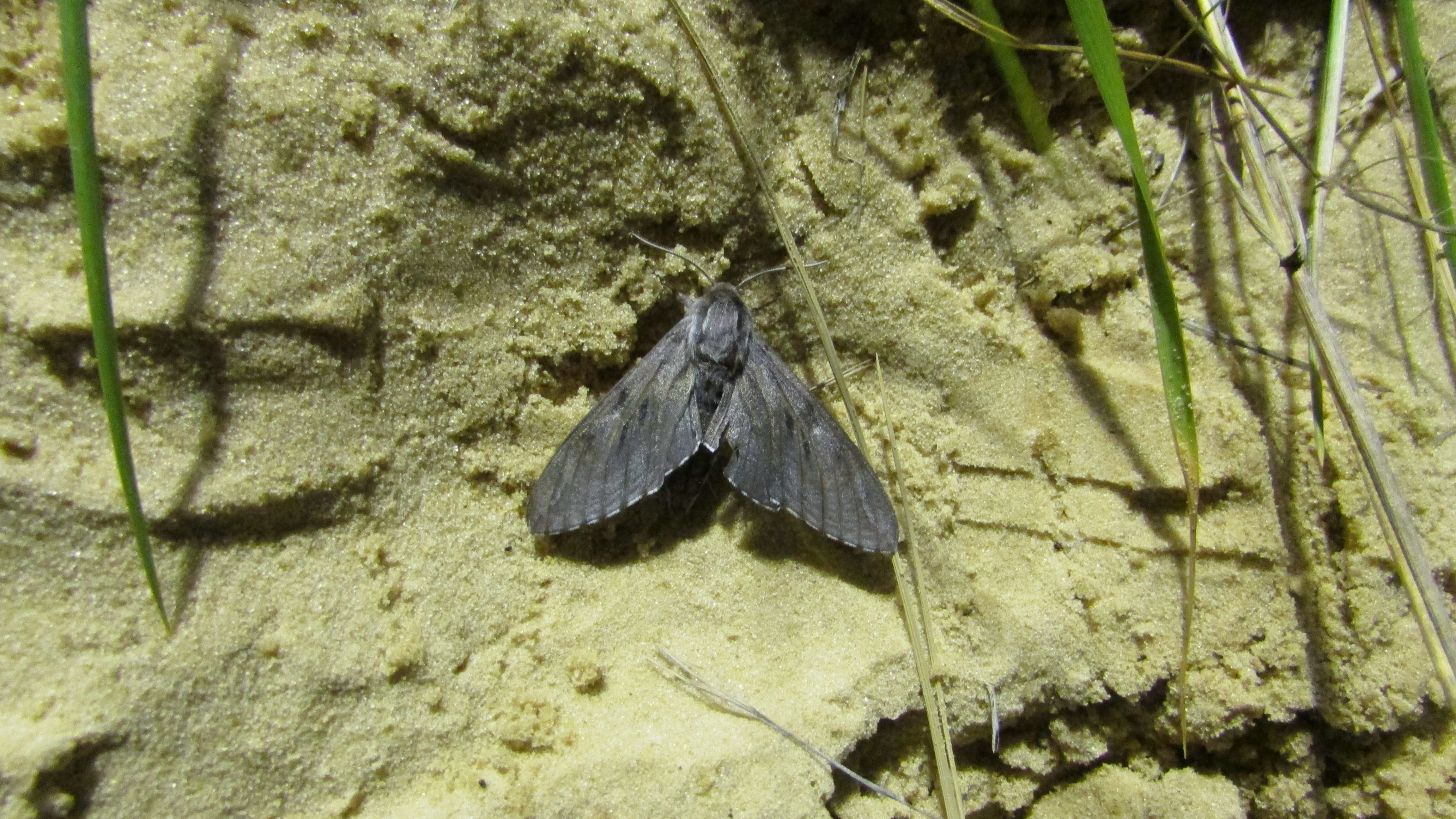
Від більшості бражникових української фауни бражник сосновий (Sphinx pinastri) відрізняється відсутністю яскравого забарвлення. Ймовірно, це має для метелика маскувальне значення.

Бра́жникові (Sphingidae) — родина великих або середнього розміру метеликів. Тіло товсте, сильне. Передні крила вузькі, довші за задні. Хоботок часто-густо довший за тіло. Більшість бражникових літає увечері та вночі. Гусінь велика, майже завжди з рогом на задньому кінці тіла; гусениці багатьох бражникових при подразненні набувають пози, в якій нагадують статую сфінкса, звідки походить латинська родова назва багатьох форм — Sphinx. Відомо близько 1 200 видів, найбільші за розміром (до 18 см в розмаху крил) в Бразилії. В Україні зустрічається понад 20 видів бражникових, у тому числі бражник мертва голова (Acherontia atropos), бражник тополевий (Laothoe populi), бражник бузковий (Sphinx ligustri) та інші. 7 видів бражникових занесено до Червоної книги України. 
Обтічним тілом, вузькими, витягнутими крилами бражники нагадують малесенький літак-винищувач. Ці комахи, дійсно, вправні літуни, найкращі серед метеликів. Швидкість їх перевищує 50-60 км/год..

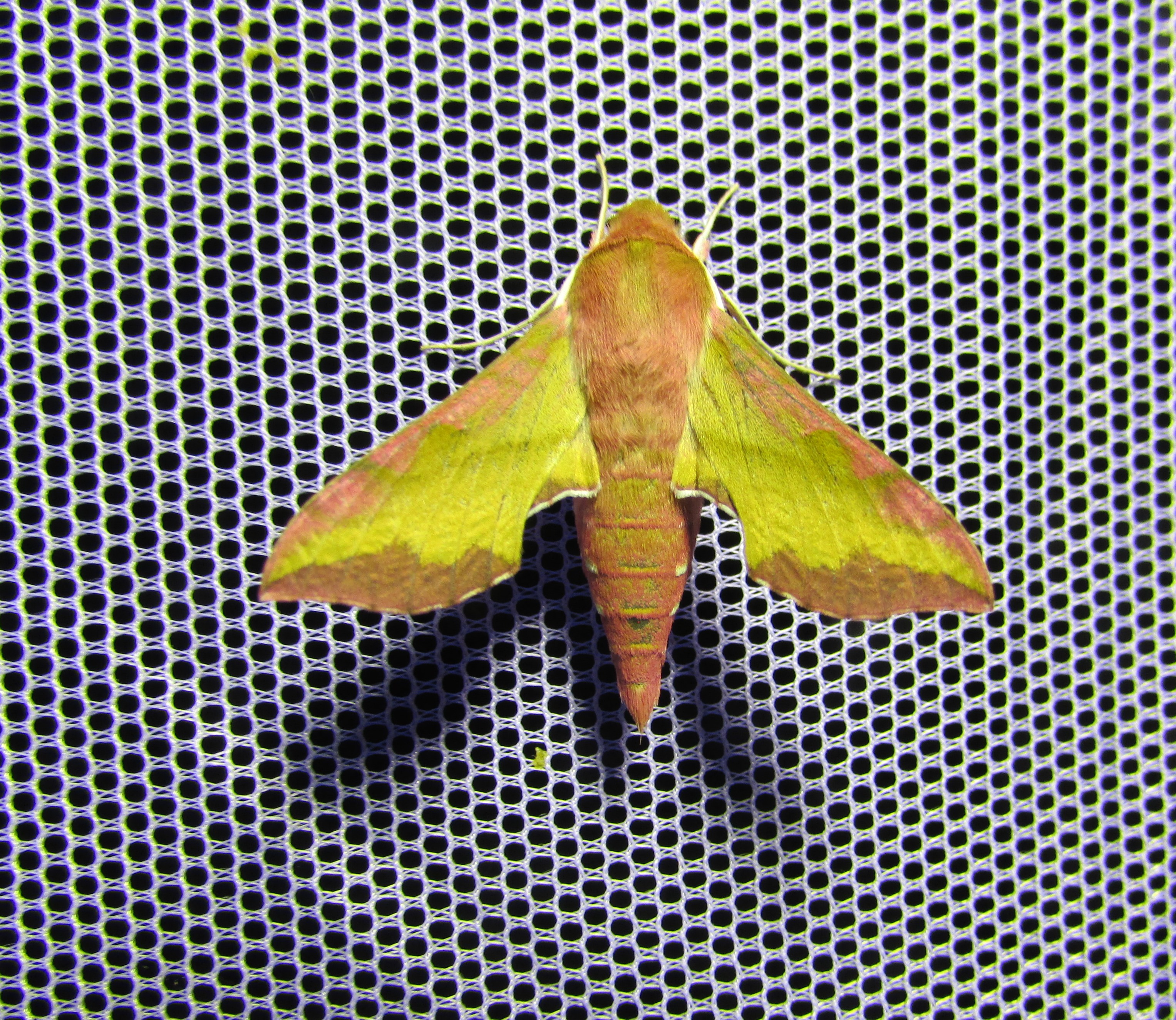
Малий винний бражник (Deilephila porcellus), звичайний представник української фауни.

## Опис

### Імаго

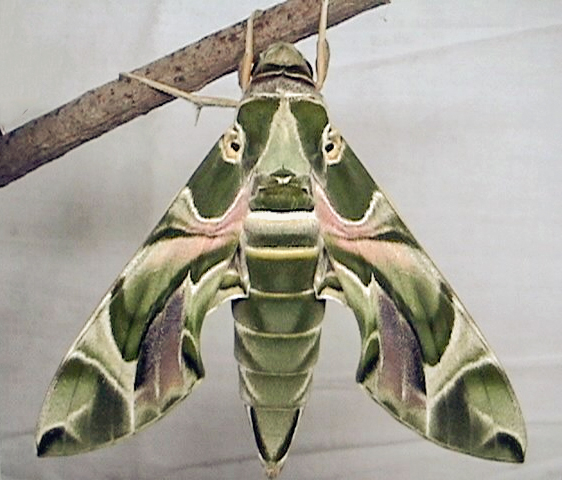
Бражник олеандровий

Великі або середньої величини метелики, з потужним тілом. Розмах крил 30-175 мм. У більшості видів 80-100 мм. Вусики довгі, веретеноподібні, зазвичай із загостреною і гачкоподібно загнутою вершиною. Очі круглі, голі, часто прикриті згори чубком з подовжених лусочок. Хоботок зазвичай дуже довгий, перевищує у декілька разів довжину тіла, рідше короткий, іноді зредукований. Губні полапки добре розвинені, загнуті догори, із зовнішнього боку густо покриті лусочками, з внутрішньої сторони зазвичай позбавлені лускатого покриву.
Лапки несуть декілька рядів коротких, міцних шипиків. Черевце покрите прилеглими лусочками, зібраними на кінці у вигляді пензлика або широкої щітки. Передні крила більш ніж в 2 рази довші за свою ширину, з підгостреною вершиною. Їх зовнішній край рівний або різьблений, з глибокими вирізками між жилками, сильно скошений до заднього краю, іноді округлий. Задні крила зазвичай в 1,5 разу довше за свою ширину, помітно скошені до заднього краю, з неглибокою виїмкою по зовнішньому краю перед анальним кутом. Зачіпка зазвичай добре розвинена, іноді рудиментарна. 
Деякі бражники для захисту від хижаків імітують ос і джмелів зовнішнім виглядом, наприклад, шмелевидка жимолостна і шмелевидка скабіозова. Подібність досягається завдяки забарвленню, формі тіла та структурі крил — вони майже позбавлені лусочок і прозорі, задні крила коротші за передні, а лусочки на них зосереджені на жилках. При цьому, коли шмелевидки виходять з лялечок, вся поверхня їхніх крил покрита лусочками (крила здаються напівпрозорими), які опадають після перших змахів.

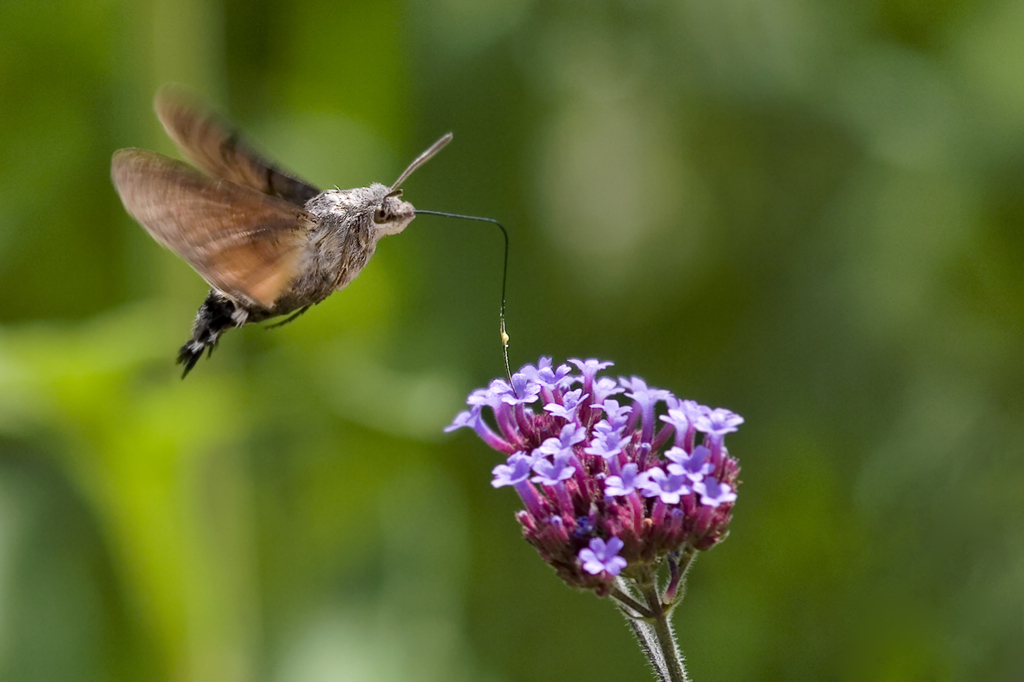
Язикан звичайний (Macroglossum stellatarum), зависнув у повітрі біля квітки

Більшість бражників активні в сутінки і вночі, але деякі види, такі як бражники-язикани (Macroglossum stellatarum) і шмелевидки (Hemaris), літають лише вдень. Сфекодина хвостата або малий виноградний бражник (Sphecodina caudata) активний у ранкові години. У помірних широтах більшість видів дає одне покоління на рік, рідше — два-три покоління. Швидкість польоту деяких бражників досягає 15 м/с. Для бражників характерний зависаючий політ (ховеринг), типовий для великих комах, які харчуються нектаром, але через велику масу тіла не можуть сідати на квітку. Мадагаскарська орхідея ангрекум полуторафутовий з дуже глибокою квітковою чашечкою запилюється єдиним ендемічним видом бражників Xanthopan morgani praedicta, який має хоботок довжиною 225 мм.

### Гусениця

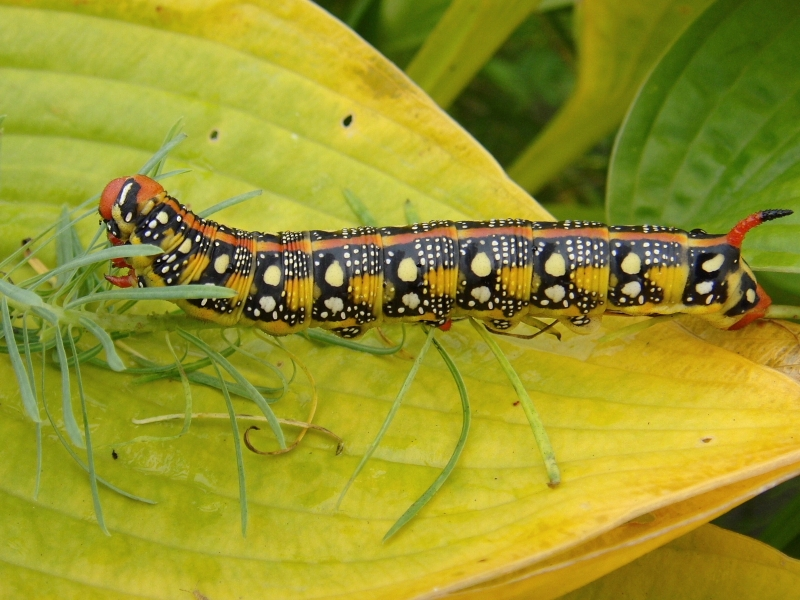
Гусениця бражника молочайного

Гусениці досить великі, з п'ятьма парами ніг. Забарвлення досить яскраве, з косими смужками і плямами у вигляді очей. Гусениці розвиваються переважно на деревних і чагарникових породах, значно рідше — на трав'янистих рослинах, відрізняються вузькою харчовою вибірковістю і найчастіше здатні живитися тільки на одному або декількох близькоспоріднених видах рослин; багатоїдні види серед бражників зустрічаються рідко. Окремі види відомі як другорядні шкідники сільського і лісового господарства. У лісах трохи ушкоджують різні хвойні і широколистяні породи, в садах — плодові і кісточкові культури. На задньому кінці тіла гусениці майже завжди є характерний щільний наріст — «ріг». Гусениці проявляють активність в присмерковий і нічний час доби.
Характерні косі смуги перетинають по два сегменти. У гусениць поздовжня вісь голови розташована більш-менш перпендикулярно до осі тіла, ротові органи спрямовані вниз. 
Гусениці Amorpha juglandis для відлякування хижаків при нападі видають свист, випускаючи повітря через пару дихалець на восьмому сегменті черевця. Ці звукові сигнали варіюються — від звуків, які розрізняє людина, до ультразвуку. Вони можуть складатися з 1—8 звуків, різних за спектром: від простого монотонного сигналу до складної звукової композиції з піками на частотах 9, 15 та 22 кГц. Гусениці деяких видів, наприклад Hemeroplanes triptolemus, своєю забарвленням імітують змію. При цьому гусениця одночасно розширює сегменти черевця та грудей, утворюючи форму голови змії, що підсилює схожість.

### Лялечка
Лялечка відрізняється тим, що на задньому кінці у неї є підвищення у вигляді рогу, якого позбавлені тільки небагато видів.

## Ареал
Всі представники родини — теплолюбні комахи, але багато видів є активними мігрантами і залітають на території, що лежать значно північніше місць їх розмноження. Вони здатні перелітати через моря і гірські хребти (висотою понад 3500 м над рівнем моря). Наприклад, мертва голова (Acherontia atropos) та олеандровий бражник здійснюють щорічні міграції з південних регіонів — Туреччини, Північної Африки — до Центральної та Східної Європи, де вони залишають потомство, яке у більшості випадків гине взимку. Нове покоління навесні знову мігрує в ці регіони з півдня. Переміщення цих видів в помірні широти скоріше можна вважати розсіювальними, ніж міграційними. Найбільше різноманіття видів спостерігається у тропічних регіонах.

## Класифікація
У світі відомо близько 1450 видів з 206 родів. У родині виділяють такі підродини:

### ПідродинаSmerinthinae
- Laothoe Fabricius, 1807
  - Бражник амурський Laothoe amurensis (Staudinger, 1892)
  - Бражник тополевий Laothoe populi (Linnaeus, 1758)
- Бражники очкасті Smerinthus Latreille, 1802
  - Бражник очкастий Smerinthus ocellata (Linnaeus, 1758)
  - Бражник очкастий східний Smerinthus planus (Walker, 1856)
  - Бражник сліпий Smerinthus caecus (Menetries, 1857)
- Бражники-марумби Marumba Moore, 1882
  - Бражник дубовий Marumba quercus (Denis & Schiffermüller, 1775)
  - Бражник далекосхідний дубовий Marumba sperchius (Ménétriés, 1857)
  - Бражник Гашкевича Marumba gaschkewitschii (Bremer & Grey, 1852)
  - Бражник Янковського Marumba jankowskii (Oberthür, 1880)
  - Бражник Маака Marumba maackii (Bremer, 1861)
- Бражники горіхові Phyllosphingia Swinhoe, 1897
  - Бражник горіховий Phyllosphingia dissimilis (Bremer, 1861)
- Бражники липові Mimas Hübner, 1819
  - Бражник липовий Mimas tiliae (Linnaeus, 1758)
  - Бражник Христофа Mimas christophi (Staudinger, 1887)
- Каламбуликси Callambulyx Rothschild & Jordan, 1903
  - Бражник Татаринова Callambulyx tatarinovii (Bremer et Grey, 1852)
  - Callambulyx poecilus (Rothschild, 1898)
- Kentrochrysalis Staudinger, 1887
  - Бражник Штрекера Kentrochrysalis streckeri (Staudinger, 1880)
- Долбіни Dolbina Staudinger, 1887
  - Долбіна елегантна Dolbina elegans (A. Bang-Haas, 1912)
  - Бражник Танкре Dolbina tancrei (Staudinger, 1887)
  - Долбіна точна Dolbina exacta (Staudinger, 1892)
- Акбесії Akbesia Rothschild & Jordan, 1903
  - Акбесія Давида Akbesia davidi (Oberthür, 1884)
- Кланіси Clanis Hübner, 1819
  - Кланіс хвилястий Clanis undulosa (Moore, 1879)
  - Кланіс Шварца Clanis schwartzi (Cadio, 1993)

### ПідродинаСфінксові(Sphinginae)
- Сфінкси Sphinx Linnaeus, 1758
  - Бражник бузковий Sphinx ligustri (Linnaeus, 1758)
  - Бражник сосновий Sphinx pinastri (Linnaeus, 1758)
  - Бражник модриновий Sphinx morio (Rothschild & Jordan, 1903)
- Notonagemia Zolotuhin et Ryabov, 2012
  - Бражник магнолієвий Notonagemia scribae (Austaut, 1911)
- Agrius Hübner, 1819
  - Бражник берізковий Agrius convolvuli (Linnaeus, 1758)
- Мертві голови Acherontia Laspeyres, 1809
  - Мертва голова, або Адамова голова Acherontia atropos (Linnaeus, 1758)
  - Acherontia lachesis (Fabricius, 1798)
  - Acherontia styx (Westwood, 1847)
- Apocalypsis Rothschild & Jordan, 1903

### ПідродинаДовгохоботники(Macroglossinae)
- Hemaris Dalman, 1816
  - Hemaris fuciformis (Linnaeus, 1758)
  - Hemaris tityus (Linnaeus, 1758)
  - Hemaris thysbe (Fabricius, 1775)
  - Hemaris croatica (Esper, 1800)
- Сфекодіни Sphecodina Blanchard, 1840
  - Сфекодіна хвостата, або малий виноградний бражник Sphecodina caudata (Bremer et Grey, 1852/53)
- Прозерпини Proserpinus Hübner, 1819
  - Бражник зубокрилий, або Бражник олеандровий малий Proserpinus proserpina (Pallas, 1772)
- Карликові бражники Sphingonaepiopsis Wallengren, 1858
  - Бражник карликовий, або горгон Sphingonaepiopsis gorgoniades (Hübner, 1819)
- Ретери Rethera Rothschild & Jordan, 1903
  - Бражник Комарова Rethera komarovi (Christoph, 1885)
- Ампелофаги Ampelophaga Bremer et Grey, 1853
  - Великий виноградний бражник Ampelophaga rubiginosa (Bremer et Grey, 1853)
- Дафніси Daphnis Hübner, 1819
  - Бражник олеандровий, Олеандровий бражник Daphnis nerii (Linnaeus, 1758)
- Кларіни Clarina Tutt, 1903
  - Кларина Кочі Clarina kotschyi (Kollar, 1849)
- Акосмерикси Acosmeryx Boisduval, 1875
  - Бражник кобра Acosmeryx naga (Moore, 1857)
- Язикани Macroglossum Scopoli, 1777
  - Язикан звичайний, або хоботник звичайний Macroglossum stellatarum (Linnaeus, 1758)
  - Язикан полум'яний, або хоботник полум'яний Macroglossum pyrrhostictum Butler, 1875
  - Язикан сага, або хоботник сага Macroglossum saga Butler, 1878
  - Язикан Macroglossum gyrans (Walker, 1856)
- Гілеси Hyles Hübner, 1819
  - Бражник молочайний, Молочайний бражник Hyles euphorbiae (Linnaeus, 1758)
  - Бражник підмаренниковий Hyles gallii (Rottemburg, 1775)
  - Бражник ліворнський, Ліворнський бражник Hyles livornica (Esper, 1780)
  - Hyles vespertilio (Esper, 1780)
  - Бражник обліпиховий Hyles hippophaes (Esper, 1789)
  - Бражник південний молочайний Hyles nicaea (von Prunner, 1798)
- Дейлефіли Deilephila Laspeyres, 1809
  - Бражник винний, Бражник середній винний Deilephila elpenor (Linnaeus, 1758)
  - Бражник малий винний Deilephila porcellus (Linnaeus, 1758)
- Гіппіони Hippotion Hübner, 1819
  - Великий винний бражник Hippotion celerio (Linnaeus, 1758)
- Теретри Theretra Hübner, 1819
  - Теретра Клото Theretra clotho (Drury, 1773)
  - Бражник Алекто Theretra alecto (Linnaeus, 1758)
- Евхлорони Euchloron Boisduval, 1875
  - Бражник Мегера Euchloron megaera (Linnaeus, 1758)
- Рагастиси Rhagastis Rothschild et Jordan, 1903
  - Бражник монгольський Rhagastis mongoliana (Butler, [1876])